# Liga I (2022/2023)
Liga I 2022/2023 (ze względów sponsorskich Superliga) – była 17. edycją najwyższej klasy rozgrywkowej piłki nożnej w Rumunii pod tą nazwą, a 105. mistrzowskimi rozgrywkami w ogóle.
Pierwszy sezon, w którym wykorzystuje się z wideoweryfikację (VAR).
Brało w niej udział 16 drużyn, które w okresie od 15 lipca 2022 do 22 maja 2023 rozegrały w dwóch rundach 40 kolejek meczów.
Sezon zakończyły baraże o miejsce w przyszłym sezonie w Liga I oraz Lidze Konferencji Europy UEFA.
Obrońcą tytułu była drużyna CFR 1907 Cluj.
Mistrzostwo po raz pierwszy w historii zdobył Farul Konstanca.

## Drużyny
| Uczestnicy poprzedniej edycji                                                                                 | Uczestnicy poprzedniej edycji | Uczestnicy poprzedniej edycji | Uczestnicy poprzedniej edycji |
| --- | ----------------------------- | ----------------------------- | ----------------------------- |
| CFR | CFR Cluj                      | 1                             |                               |
| FCS | FCSB                          | 2                             |                               |
| UCV | CS Universitatea Craiova      | 3                             |                               |
| VOL | FC Voluntari                  | 4                             |                               |
| FAR | Farul Konstanca               | 5                             |                               |
| ARG | Argeș Pitești                 | 6                             |                               |
| SSG | Sepsi Sfântu Gheorghe         | 7                             |                               |
| BOT | FC Botoșani                   | 8                             |                               |
| RAP | Rapid Bukareszt               | 9                             |                               |
| FCU | FC U Craiova 1948             | 10                            |                               |
| UTA | UTA Arad                      | 11                            |                               |
| MIO | CS Mioveni                    | 12                            |                               |
| po barażach                                                                                                   |                               |                               |                               |
| CHI | Chindia Târgoviște            | 13                            |                               |
| Awans z Liga II                                                                                               |                               |                               |                               |
| PET | Petrolul Ploeszti             | 1                             |                               |
| FCH | FC Hermannstadt               | 2                             |                               |
| po barażach                                                                                                   |                               |                               |                               |
| UCL | Universitatea Kluż-Napoka     | 3                             |                               |
| Oznaczenia: - kolumna pierwsza – skróty nazw drużyn, - kolumna trzecia – miejsce zajęte w poprzednim sezonie. |                               |                               |                               |

## Faza zasadnicza

### Tabela
| Lp. | Drużyna               | M  | Z  | R  | P  | B+ | B- | +/– | Pkt | Kwalifikacja   |
| --- | --------------------- | -- | -- | -- | -- | -- | -- | --- | --- | -------------- |
| 1   | Farul Konstanca       | 30 | 19 | 7  | 4  | 54 | 28 | +26 | 64  | grupa play-off |
| 2   | CFR 1907 Cluj         | 30 | 20 | 3  | 7  | 54 | 28 | +26 | 63  | grupa play-off |
| 3   | FCSB                  | 30 | 17 | 6  | 7  | 51 | 35 | +16 | 57  | grupa play-off |
| 4   | Universitatea Krajowa | 30 | 16 | 6  | 8  | 37 | 27 | +10 | 54  | grupa play-off |
| 5   | Rapid Bukareszt       | 30 | 15 | 7  | 8  | 40 | 26 | +14 | 52  | grupa play-off |
| 6   | Sepsi OSK             | 30 | 11 | 9  | 10 | 47 | 30 | +17 | 42  | grupa play-off |
| 7   | FC U Craiova 1948     | 30 | 11 | 7  | 12 | 34 | 33 | +1  | 40  | grupa play-out |
| 8   | Petrolul Ploeszti     | 30 | 11 | 3  | 16 | 28 | 44 | −16 | 36  | grupa play-out |
| 9   | Universitatea Kluż    | 30 | 8  | 10 | 12 | 25 | 37 | −12 | 34  | grupa play-out |
| 10  | Voluntari             | 30 | 8  | 10 | 12 | 28 | 32 | −4  | 34  | grupa play-out |
| 11  | Botoșani              | 30 | 7  | 11 | 12 | 29 | 44 | −15 | 32  | grupa play-out |
| 12  | Chindia Târgoviște    | 30 | 7  | 11 | 12 | 32 | 42 | −10 | 32  | grupa play-out |
| 13  | Hermannstadt          | 30 | 11 | 8  | 11 | 30 | 29 | +1  | 32  | grupa play-out |
| 14  | Argeș Pitești         | 30 | 6  | 9  | 15 | 21 | 41 | −20 | 27  | grupa play-out |
| 15  | UTA Arad              | 30 | 6  | 9  | 15 | 29 | 41 | −12 | 27  | grupa play-out |
| 16  | Mioveni               | 30 | 4  | 10 | 16 | 23 | 45 | −22 | 22  | grupa play-out |

1. ↑  Hermannstadt odjęto 9 punktów z powodu długów[3].

### Wyniki
| Gospodarz \ Gość      | ARG | BOT | CFR | CHI | FAR | FCS | FCU | HER | MIO | PET | RAP | SPS | UCL | UCR | UTA | VOL |
| --------------------- | --- | --- | --- | --- | --- | --- | --- | --- | --- | --- | --- | --- | --- | --- | --- | --- |
| Argeș Pitești         |     | 0–2 | 0–1 | 2–1 | 0–0 | 1–2 | 0–2 | 0–1 | 2–2 | 0–1 | 1–1 | 0–5 | 3–1 | 1–0 | 2–0 | 0–0 |
| Botoșani              | 0–0 |     | 1–1 | 3–2 | 1–1 | 2–3 | 1–0 | 0–0 | 1–1 | 5–0 | 1–2 | 1–1 | 1–1 | 1–0 | 1–2 | 0–1 |
| CFR 1907 Cluj         | 3–1 | 0–1 |     | 2–0 | 1–3 | 0–1 | 3–1 | 0–1 | 4–2 | 1–0 | 1–0 | 2–1 | 4–0 | 2–0 | 2–1 | 4–0 |
| Chindia Târgoviște    | 1–1 | 2–2 | 0–2 |     | 1–1 | 0–2 | 0–0 | 1–1 | 1–0 | 2–3 | 2–1 | 1–2 | 2–2 | 1–1 | 2–1 | 1–1 |
| Farul Konstanca       | 3–0 | 8–0 | 0–3 | 0–0 |     | 3–1 | 2–1 | 0–0 | 2–1 | 2–0 | 2–1 | 2–0 | 2–0 | 2–1 | 2–0 | 2–1 |
| FCSB                  | 3–2 | 1–0 | 0–1 | 3–2 | 2–3 |     | 1–1 | 2–2 | 5–1 | 4–1 | 3–1 | 1–0 | 1–1 | 1–1 | 2–1 | 1–1 |
| FC U Craiova 1948     | 1–0 | 1–0 | 3–1 | 0–1 | 1–2 | 0–2 |     | 1–1 | 2–1 | 0–1 | 1–0 | 1–0 | 5–0 | 1–2 | 1–1 | 2–1 |
| Hermannstadt          | 1–1 | 1–1 | 2–3 | 0–1 | 4–0 | 0–1 | 1–0 |     | 3–0 | 2–1 | 0–2 | 1–2 | 0–1 | 1–0 | 0–0 | 2–1 |
| Mioveni               | 0–1 | 0–0 | 0–1 | 2–0 | 0–2 | 1–1 | 2–2 | 0–2 |     | 1–0 | 0–0 | 1–1 | 0–1 | 0–1 | 1–1 | 0–3 |
| Petrolul Ploeszti     | 2–0 | 2–1 | 2–5 | 1–2 | 1–3 | 0–2 | 1–1 | 2–0 | 0–0 |     | 1–0 | 1–1 | 2–0 | 0–1 | 2–1 | 0–1 |
| Rapid Bukareszt       | 2–1 | 1–1 | 2–1 | 2–0 | 1–1 | 2–0 | 1–2 | 0–1 | 2–1 | 3–1 |     | 3–0 | 1–0 | 2–2 | 1–0 | 4–1 |
| Sepsi OSK             | 4–0 | 7–0 | 2–2 | 2–2 | 0–1 | 0–1 | 4–0 | 2–1 | 0–1 | 2–0 | 1–2 |     | 2–1 | 0–1 | 0–0 | 1–1 |
| Universitatea Kluż    | 1–1 | 2–0 | 1–2 | 1–0 | 2–0 | 2–1 | 1–1 | 1–0 | 2–2 | 0–1 | 0–0 | 0–1 |     | 1–1 | 0–0 | 2–1 |
| Universitatea Krajowa | 1–0 | 1–0 | 2–0 | 3–0 | 4–3 | 2–1 | 0–2 | 2–0 | 1–0 | 2–1 | 0–1 | 2–2 | 1–0 |     | 2–1 | 1–1 |
| UTA Arad              | 0–1 | 3–1 | 1–1 | 1–1 | 0–1 | 3–1 | 2–1 | 1–2 | 1–2 | 2–0 | 1–1 | 1–4 | 2–1 | 1–2 |     | 1–1 |
| Voluntari             | 0–0 | 0–1 | 0–1 | 0–3 | 1–1 | 1–2 | 1–0 | 3–0 | 3–1 | 0–1 | 0–1 | 0–0 | 0–0 | 1–0 | 3–0 |     |

1. ↑  Mecz 23 kolejki z dnia 29 stycznia między Sepsi OSK a FC U Craiova 1948 został przerwany w 26 minucie przy wyniku 0-0 przez ksenofobiczne zachowanie kibiców gości. Mecz zweryfikowany pierwotnie jako walkower 3-0 dla Sepsi, został powtórzony 16 marca[8][9][10][11].

## Faza finałowa

### Grupa play-off
| Lp. | Drużyna                   | M  | Z | R | P | B+ | B- | +/– | Pkt | Kwalifikacja lub spadek                                |     | FAR | FCS | CFR | UCR | RAP | SPS |
| --- | ------------------------- | -- | - | - | - | -- | -- | --- | --- | ------------------------------------------------------ | --- | --- | --- | --- | --- | --- | --- |
| 1   | Farul Konstanca (M)       | 10 | 6 | 3 | 1 | 22 | 13 | +9  | 53  | Liga Mistrzów UEFA • I runda kwalifikacyjna            |     |     | 3–2 | 1–0 | 3–2 | 7–2 | 2–1 |
| 2   | FCSB                      | 10 | 5 | 2 | 3 | 15 | 15 | 0   | 46  | Liga Konferencji Europy UEFA • II runda kwalifikacyjna |     | 2–1 |     | 1–0 | 1–1 | 1–5 | 3–1 |
| 3   | CFR 1907 Cluj (B, O)      | 10 | 2 | 4 | 4 | 11 | 14 | −3  | 42  | Liga Konferencji Europy UEFA • II runda kwalifikacyjna |     | 1–2 | 1–1 |     | 1–1 | 2–2 | 2–1 |
| 4   | Universitatea Krajowa     | 10 | 3 | 4 | 3 | 15 | 14 | +1  | 40  |                                                        |     | 1–1 | 1–2 | 1–1 |     | 3–1 | 0–1 |
| 5   | Rapid Bukareszt           | 10 | 3 | 3 | 4 | 17 | 20 | −3  | 38  |                                                        | 1–1 | 1–0 | 3–1 | 2–3 |     | 0–0 |     |
| 6   | Sepsi Sfântu Gheorghe (P) | 10 | 2 | 2 | 6 | 10 | 14 | −4  | 29  | Liga Konferencji Europy UEFA • II runda kwalifikacyjna |     | 1–1 | 1–2 | 1–2 | 1–2 | 2–0 |     |

### Grupa play-out
| Lp. | Drużyna                | M | Z | R | P | B+ | B- | +/– | Pkt | Kwalifikacja lub spadek |     | FCU | PET | VOL | UCL | BOT | HER | UTA | ARG | CHI | MIO |
| --- | ---------------------- | - | - | - | - | -- | -- | --- | --- | ----------------------- | --- | --- | --- | --- | --- | --- | --- | --- | --- | --- | --- |
| 7   | FC U Craiova 1948 (B)  | 9 | 4 | 4 | 1 | 13 | 7  | +6  | 36  |                         |     |     | 0–1 | 3–3 |     |     |     |     | 2–1 | 1–0 | 3–0 |
| 8   | Petrolul Ploeszti      | 9 | 5 | 1 | 3 | 9  | 9  | 0   | 34  | [ i ]                   |     |     |     |     | 0–2 | 1–0 | 0–1 | 1–0 |     |     | 2–0 |
| 9   | Voluntari (B)          | 9 | 4 | 5 | 0 | 17 | 11 | +6  | 34  |                         |     |     | 2–2 |     |     | 2–0 | 1–1 | 1–1 |     |     | 1–0 |
| 10  | Universitatea Kluż     | 9 | 5 | 1 | 3 | 12 | 9  | +3  | 33  |                         |     | 1–3 |     | 2–3 |     |     |     |     | 2–0 | 2–0 | 1–0 |
| 11  | Botoșani               | 9 | 4 | 3 | 2 | 10 | 5  | +5  | 31  |                         | 0–0 |     |     | 0–0 |     |     |     | 1–0 | 1–0 | 5–1 |     |
| 12  | Hermannstadt           | 9 | 4 | 3 | 2 | 10 | 7  | +3  | 31  |                         | 0–0 |     |     | 1–2 | 1–1 |     |     | 2–1 |     |     |     |
| 13  | UTA Arad (B, O)        | 9 | 3 | 3 | 3 | 10 | 9  | +1  | 26  | baraż o Liga I          |     | 1–1 |     |     | 2–0 | 0–2 | 1–0 |     |     |     |     |
| 14  | Argeș Pitești (B, S)   | 9 | 3 | 1 | 5 | 10 | 11 | −1  | 24  | baraż o Liga I          |     |     | 3–0 | 0–2 |     |     |     | 2–2 |     | 1–0 |     |
| 15  | Chindia Târgoviște (S) | 9 | 2 | 1 | 6 | 7  | 12 | −5  | 23  | spadek do Liga II       |     |     | 1–2 | 2–2 |     |     | 1–2 | 2–1 |     |     |     |
| 16  | Mioveni (S)            | 9 | 0 | 0 | 9 | 1  | 19 | −18 | 11  | spadek do Liga II       |     |     |     |     |     |     | 0–2 | 0–2 | 0–2 | 0–1 |     |

1. ↑  Argeș Pitești, Chindia Târgoviște, Hermannstadt, Mioveni, Petrolul Ploeszti i Universitatea Kluż nie otrzymały licencji na kolejny sezon europejskich pucharów[20].

## Baraż o Ligę Konferencji Europy
CFR 1907 Cluj wygrał 1-0 z FC U Craiova 1948 baraż o miejsce w Lidze Konferencji Europy UEFA na sezon 2023/2024.

### Drabinka
|  | Półfinał          | Półfinał          | Półfinał          |                   |   | Finał         | Finał         | Finał |  |
|  |                   |                   |                   |                   |   |               |               |       |  |
|  |                   |                   |                   |                   |   | CFR 1907 Cluj | CFR 1907 Cluj | 1     |  |
|  |                   |                   |                   |                   |   | CFR 1907 Cluj | CFR 1907 Cluj | 1     |  |
|  |                   |                   | FC U Craiova 1948 | FC U Craiova 1948 | 0 |               |               |       |  |
|  | FC U Craiova 1948 | FC U Craiova 1948 | FC U Craiova 1948 | FC U Craiova 1948 | 0 | 3 (5)         |               |       |  |
|  | FC U Craiova 1948 | FC U Craiova 1948 |                   |                   |   |               |               |       |  |
|  | Voluntari         | Voluntari         | 3 (4)             |                   |   |               |               |       |  |

### Półfinał
| 26 maja 2023 | FC U Craiova 1948                                                                             | 3:3 (pd.)     | Voluntari                                                                                                 |                                                                         |
| 19:00        | Aurelian Chițu 36', 63' · William Baeten 60'                                                  | (1:0, k. 5:4) | Naser Aliji 78' · Rúnar Már Sigurjónsson 85' (k) · Andrei Dumiter 90+7'                                   | Stadion im. Iona Oblemenki, Krajowa Widzów: 4143 Sędzia: Horațiu Feșnic |
| 19:00        | · André Duarte · William Baeten · Samuel Asamoah · Sekou Sidibe · Ionuț Zanfir · George Ganea | Rzuty karne   | · Rúnar Már Sigurjónsson · Mihai Răduț · Igor Armaș · Patricio Matricardi · Andrei Dumiter · Cristian Paz | Stadion im. Iona Oblemenki, Krajowa Widzów: 4143 Sędzia: Horațiu Feșnic |

### Finał
| 1 czerwca 2023 | CFR 1907 Cluj      | 1:0 (pd.) | FC U Craiova 1948 |                                                    |
| 19:30          | Denis Kolinger 97' | (0:0)     |                   | Stadion im. dr. Constantina Rădulescu, Kluż-Napoka |

## Baraż o Liga I
W barażach wziął udział czwarty i piąty zespół Liga II. Steaua București, drugi zespół, jako klub będący własnością departamentu/podmiotu rządowego, nie uzystał promocji. Wszystkie kluby Liga I muszą być własnością prywatną.
UTA Arad wygrał 5-1 dwumecz z Gloria Buzău piątą drużyną Liga II o miejsce w Liga I na sezon 2023/2024.
| 28 maja 2023 | Gloria Buzău | 0:0   | UTA Arad |                                                                      |
| 13:00        |              | (0:0) |          | Stadion miejski, Buzău Widzów: 4 500 Sędzia: Chivulete Andrei Florin |

| 4 czerwca 2023 | UTA Arad                                                                   | 5:1   | Gloria Buzău           |                                                             |
| 20:00          | Virgiliu Postolachi 16', 80' · Andrei Chindriș 49', 65' · Philip Otele 89' | (1:0) | Valentin Alexandru 68' | Stadion Franciszka von Neumanna, Arad Sędzia: Radu Petrescu |

Dinamo Bukareszt czwarta drużyna Liga II wygrała 8-5 dwumecz z Argeș Pitești o miejsce w Liga I na sezon 2023/2024.
| 29 maja 2023 | Dinamo Bukareszt                                                                                        | 6:1   | Argeș Pitești   |                                                                 |
| 19:00        | Quentin Bena 15' · Gorka Larrucea 24' · Alexandru Pop 28' · Lamine Ghezali 40', 62' · Dani Iglesias 56' | (4:0) | 55' Mario Zebić | Arena Narodowa, Bukareszt Widzów: 25 000 Sędzia: Horațiu Feșnic |

| 3 czerwca 2023 | Argeș Pitești                                                   | 4:2   | Dinamo Bukareszt                              |                                                                            |
| 20:00          | Costinel Tofan 14' · Antonio Jakoliš 15' · Paul Garita 47', 51' | (2:1) | Lamine Ghezali 40' · Alexandru Darius Pop 60' | Stadionul Nicolae Dobrin, Pitești Widzów: 7 000 Sędzia: Sebastian Colțescu |

## Najlepsi strzelcy
| Bramki | Strzelcy          | Drużyna                  |
| ------ | ----------------- | ------------------------ |
| 22     | Marko Dugandžić   | Rapid Bukareszt          |
| 20     | Andrea Compagno   | FC U Craiova 1948 / FCSB |
| 16     | Sebastian Mailat  | Botoșani                 |
| 14     | Denis Alibec      | Farul Konstanca          |
| 14     | Andrei Ivan       | Universitatea Krajowa    |
| 14     | Daniel Paraschiv  | Hermannstadt             |
| 12     | Paul Garita       | Argeș Pitești            |
| 12     | Aurelian Chițu    | FC U Craiova 1948        |
| 11     | Alexandru Tudorie | Sepsi OSK                |

Źródło:

## Stadiony
| Argeș Pitești          |
| ---------------------- |
| Stadion Nicolae Dobrin |
| 15 000                 |
|                        |

| Botoșani        |
| --------------- |
| Stadion Miejski |
| 7 782           |
|                 |

| CFR 1907 Cluj                 |
| ----------------------------- |
| Stadion Constantina Rădulescu |
| 23 500                        |
|                               |

| Chindia Târgoviște Petrolul Ploeszti |
| ------------------------------------ |
| Stadion Ilie Oană                    |
| 15 073                               |
|                                      |

| Farul Konstanca  |
| ---------------- |
| Stadion Viitorul |
| 4 554            |
|                  |

| FCSB           |
| -------------- |
| Arena Narodowa |
| 55 634         |
|                |

| Hermannstadt      | Hermannstadt              |
| ----------------- | ------------------------- |
| Stadion Gaz Metan | Stadion Miejski w Sybinie |
| 7 814             | 12 363                    |
|                   |                           |

| CS Mioveni        |
| ----------------- |
| Stadion Orășenesc |
| 10 000            |
|                   |

| Rapid Bukareszt        |
| ---------------------- |
| Stadion Rapid-Giulești |
| 14 047                 |
|                        |

| Sepsi OSK           |
| ------------------- |
| Stadion Sepsi Arena |
| 8 400               |
|                     |

| Universitatea Kluż |
| ------------------ |
| Cluj Arena         |
| 30 201             |
|                    |

| FC U Craiova 1948 Universitatea Krajowa |
| --------------------------------------- |
| Stadion Iona Oblemenki                  |
| 30 929                                  |
|                                         |

| UTA Arad                    |
| --------------------------- |
| Stadion Francisc von Neuman |
| 12 700                      |
|                             |

| Voluntari                 |
| ------------------------- |
| Stadion Anghel Iordănescu |
| 4 600                     |
|                           |